# Dioxyomus uhleri
Dioxyomus uhleri är en insektsart som först beskrevs av Frederick Arthur Godfrey Muir 1931.  Dioxyomus uhleri ingår i släktet Dioxyomus och familjen Tropiduchidae. Inga underarter finns listade i Catalogue of Life.